# Caribeñas Volleyball Club
Il Caribeñas Volleyball Club è una franchigia pallavolistica femminile dominicana, con sede a Santo Domingo: milita nel campionato dominicano di Liga de Voleibol Superior.

## Storia
Il Caribeñas Volleyball Club viene fondato nel 2018, contestualmente alla nascita della Liga de Voleibol Superior. Durante la prima edizione del torneo si classifica al primo posto in regular season, accedendo direttamente alla finale dei play-off scudetto, dove sconfigge il Cristo Rey, leaureandosi campione nazionale. Nel torneo seguente raggiunge nuovamente la finale scudetto, venendo però sconfitto dal Mirador.

## Palmarès
- Campionato dominicano: 1

2018